# Мунх-Хайрхан
Мунх-Хайрхан (монг. Мөнххайрхан) — горная вершина в западной Монголии высотой 4231 метр над уровнем моря.

## Физико-географическая характеристика
Вершина Мунх-Хайрхан расположена в западной части Монголии на границе аймаков Баян-Улгий, сомон Булган, и Ховд, сомон Мунх-Хайрхан, в южной части Монгольского Алтая. 
Высота вершины Мунх-Хайрхан составляет 4231 метр над уровнем моря, она является второй по высоте вершиной Монголии после Куйтэн-Уул и третьей по высоте вершиной Алтайских гор после вершин Белуха и Куйтэн-Уул. Вершина Мунх-Хайрхан является высочайшей вершиной аймака Ховд. Относительная высота вершины Мунх-Хайрхан составляет 1870 метров, родительской вершиной по отношению к ней является вершина Куйтен-Уул высотой 4356 метров, расположенная примерно в 370 километрах на северо-запад на границе Монголии и Китая.
Вершина Мунх-Хайрхан расположена на территории национального парка Мунх-Хайрхан, основанного в 2006 году. С севера от вершины Мунх-Хайрхан расположена долина Шуурхай, на юге — долина Хухнур (Кокнур). С северного и южного склонов Мунх-Хайрхана стекают ледники Шуурхай и Хухнур, заканчивающиеся в одноимённых долинах. Верхняя часть Мунх-Хайрхана покрыта постоянным снежно-ледовым покровом.
Как выяснили ученые Томского государственного университета и Ховдского филиала Монгольского национального университета, масса ледников активно сокращается. В 2024 году сообщено, что ледники потеряли 30% своей массы за последние 30 лет, а площадь ледника горы Мунх-Хайрхан уменьшилась на 11,66 км². В частности, растаяло 22% ледников в северных частях, а в восточной, юго-восточной, южной и юго-западной частях, где находится меньше ледников, чем в северном сегменте, растаяло в среднем 47%.